# 特爾峰 (皇帝山脈)
47°33′36″N 12°19′44″E / 47.56000°N 12.32889°E

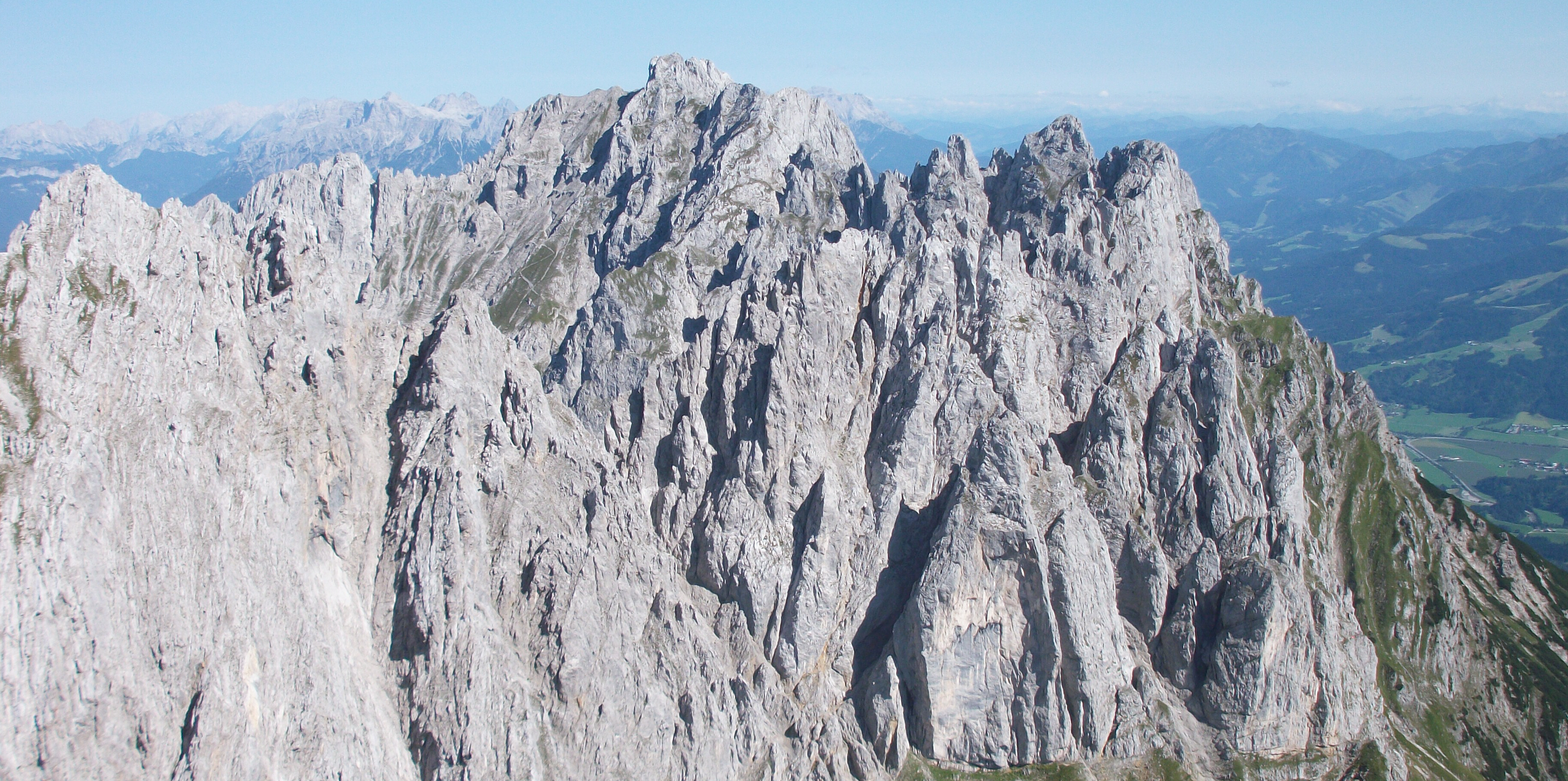

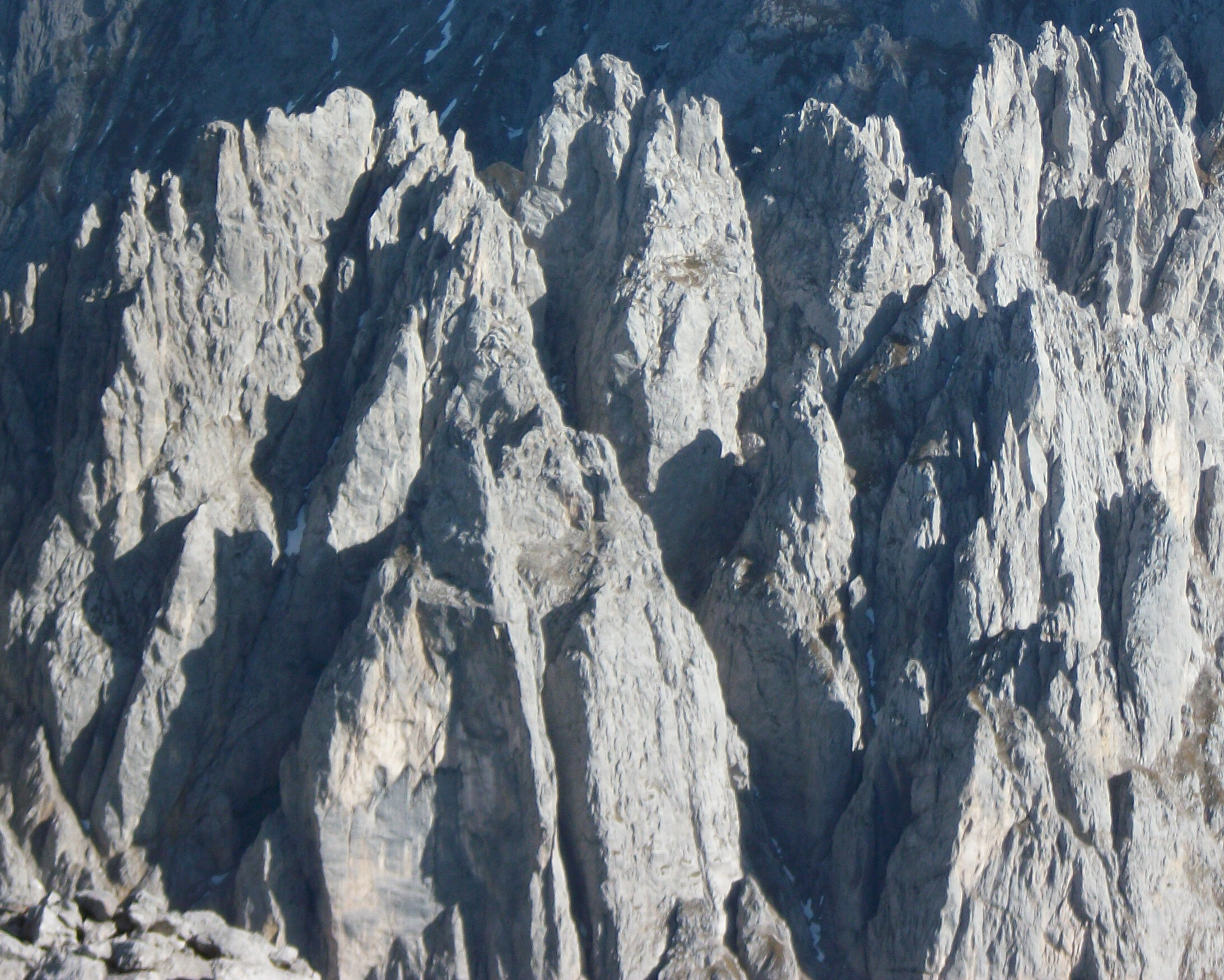

特爾峰（德語：Törlspitzen），是奧地利的山峰，位於該國西部，由蒂羅爾州負責管轄，屬於皇帝山脈的一部分，距離戈因格哈爾特山0.5公里，海拔高度2,227米。